# 프랫 & 휘트니 캐나다 PW600

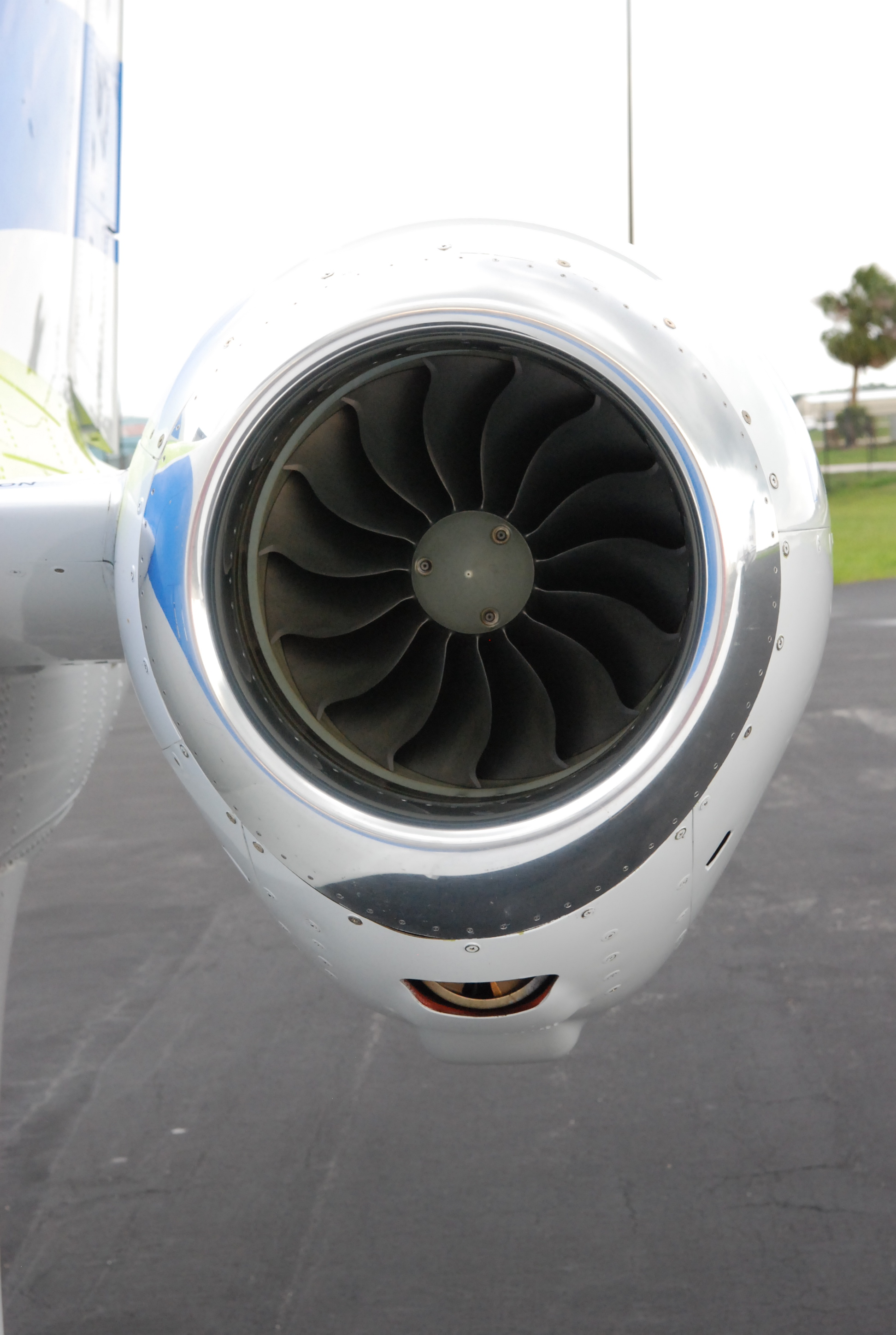
이클립스 500에 장착된 PW600 터보팬 엔진

프랫 앤 휘트니 캐나다 사의 PW600은 초경량 제트기에 사용되는 초소형 터보팬 엔진이다. 이륙 추력 기준으로 최소 900 lbf (4 kN)에서 최대 3,000 lbf (13 kN)의 추력 범위를 갖는다.

## 개발
- 2001년 10월 31일, 시범용 엔진인 PW625F (2,500 lbf (11 kN)급)의 시운전을 수행하였다.

- 2002년, Eclipse 500에 장착하기 위한 PW610F 엔진 (900 lbf (4 kN)급)의 개발에 착수하였다. 2006년 7월 27일, 캐나다 당국이 PW610F 엔진을 승인하였다. 2006년 12월 31일, PW610F를 장착한 Eclips 500이 최초로 납품되었다. PW610F는 팬의 직경이 36.83 cm 밖에 되지 않아, 양산되는 엔진으로서는 세계에서 가장 작은 엔진 중 하나이다. 엔진 사이클에 대해서는 잘 알려져 있지 않으며, 바이패스 비가 약 2.8 정도일 것이라고만 생각된다. 1단 저압 터빈, 1단 팬, 1단 고압 터빈 및 고압 압축기 (diagonal flow stage  및 일반 원심 블로어로 구성), 역류형 연소기 및 forced mixer/common exhaust로 구성된다. 더 부드럽고 신뢰성 있는 운전을 위해 2중 채널 Full Authority Digital Engine Control (FADEC)이 포함되었다. FADEC은 현재 Hispano-Suiza Canada가 설계 및 제작을 담당하고 있다.

- PW615F는 1,350 lbf (6 kN)급 엔진으로서, 팬 직경 40.64 cm이며, Cessna Citation Mustang을 위해 개발된 것이다. 2005년 12월에 승인되었으며, 2006년 3월에 최초 납품하였다. Mustang은 2006년 9월 8일에 승인되어 2007년에 납품을 시작하였다.

- PW617F은 현재까지 가장 큰 엔진으로서, 추력 1,615 lbf (7.18 kN), 팬 직경 44.7 cm이며, Embraer Phenom 100을 위해 개발되었다. 엔진의 최초 시운전은 2006년 6월 29일에 수행되었다.

- 2006년 10월 15일 기준으로 50대의 PW610F 및 PW615F가 납품되었다.

## 파생 기종
|                 | PW610F     | PW615F       | PW617F         | PW625F 시범 모델 |
| 이륙 추력 (lbf) | 900 (4 kN) | 1,350 (6 kN) | 1,695 (7.5 kN) | 2,500 (11.1 kN)  |
| 건중량 (lb)     | 259.3      | 310          | ?              | ?                |
| 길이 (in)       | 45.4       | 49.5         | ?              | ?                |
| 팬 직경 (in)    | 14.5       | 16.0         | 17.6           | ~21.8            |

## 적용 기체
1. PW615F - Cessna Citation Mustang
2. PW610F - Eclipse 500
3. PW617F - Embraer Phenom 100

## 그림
http://www.aero-news.net/FullsizeImage.cfm?ID=0d384f0d-8dc9-4342-9f25-6cf7f80c3102